# 玻璃假面 (韓國電視劇)
《玻璃假面》（韓語：유리가면）為韓國tvN自2012年9月3日起播出的日日晨間劇。第82集（12月4日）平均收视2.85%、最高收视3.33%，刷下該劇播出至今最高收視記錄。

## 劇情
讲述了一个杀人犯的女儿姜理敬在艰苦的环境下生存与展开复仇的故事。姜理敬因為父親被認定犯下殺人罪入獄，而被警察養父姜仁哲收養，自從孩童時期被發現是殺人犯的女兒，一直背負著殺人犯女兒的原罪生活，在經過各種被欺凌、被誣陷過著悽慘生活，甚至被未婚夫嫁禍為殺人兇手。在巧合下，她成功假冒別人身分，展開她的复仇，最終成功讓自己恢復日常的樣貌。

## 演員陣容

### 主要角色
| 演員                | 角色   | 國語配音 | 介紹 |
| 瑞雨 兒時：鄭多彬   | 姜理敬 | 許淑嬪   | 徐會長乾孫女 素妍雙胞胎之姐、金荷娜乾姐 金善宰之未婚妻 申基泰之雙胞胎長女 姜仁哲、沈惠順養長女 姜健之養姐 金善載愛人、金河俊前未婚妻 吉妮養母。 命運坎坷的女主角，殺人犯申基泰的遺腹女，在一場槍戰中混亂的出生，母親被刑警姜仁哲誤殺，父親申基泰入獄、母親枉死，原本要送養到國外的她被姜仁哲領養，取名為姜理敬，當仁哲後來娶的妻子惠順知道理敬是申基泰的孩子時，便開始大肆苦虐她，也讓她從小就在不公平的環境下長大，但她卻仍長存一顆善良的心。當她發現自己不管如何努力，卻都不斷的被素妍陷害，在善宰的幫助下，理敬出國深造，改頭換面後她以『徐靜荷』這個名字重新回國，準備找回屬於自己的正義。                                              |
| 瑞雨 兒時：鄭多彬   | 徐靜荷 | 許淑嬪   | 徐會長乾孫女 素妍雙胞胎之姐、金荷娜乾姐 金善宰之未婚妻 申基泰之雙胞胎長女 姜仁哲、沈惠順養長女 姜健之養姐 金善載愛人、金河俊前未婚妻 吉妮養母。 命運坎坷的女主角，殺人犯申基泰的遺腹女，在一場槍戰中混亂的出生，母親被刑警姜仁哲誤殺，父親申基泰入獄、母親枉死，原本要送養到國外的她被姜仁哲領養，取名為姜理敬，當仁哲後來娶的妻子惠順知道理敬是申基泰的孩子時，便開始大肆苦虐她，也讓她從小就在不公平的環境下長大，但她卻仍長存一顆善良的心。當她發現自己不管如何努力，卻都不斷的被素妍陷害，在善宰的幫助下，理敬出國深造，改頭換面後她以『徐靜荷』這個名字重新回國，準備找回屬於自己的正義。                                              |
| 朴鎮宇              | 金河俊 | 何志威   | 金俊豪、鄭會長之獨生子 姜素妍之夫、姜理敬前未婚夫 金善宰同父異母的弟弟。 內衣公司『菲黛麗』的本部長，年輕狂妄的他原本對公司無心，還組樂團當主唱，原本想趕走母親為他請的家教老師，但一看到家教老師是理敬，他頓時為她著迷，在一場混亂中，河俊殺了人，卻把罪栽贓到理敬身上，也讓愛理敬的他非常懊悔的生活，之後還與素妍結婚，當看到長得跟理敬一模一樣的『徐靜荷』出現在自己眼前，他簡直不敢相信自己的眼睛.... |
| 金允書 兒時：安恩靜 | 姜素妍 | 陶敏嫻   | 申基泰之雙胞胎次女 姜仁哲、惠順養女 金河俊之妻 姜理敬雙胞胎妹妹 姜健之養二姐 鄭會長之媳婦。 惠順與前夫朴聖道的女兒，原本與理敬像雙胞胎姊妹一樣的長大，但當母親惠順開始苦待理敬，也讓她知道理敬原來就是殺父仇人申基泰的女兒後，也開始處處陷害她，不斷的冤枉她，心裡喜歡河俊的她看到河俊喜歡理敬，便想盡辦法要讓理敬消失，但當看到理敬又以別的名字出現在她們面前，她決定要揭開理敬的真面目。 |
| 李志勳              | 金善宰 | 李景唐   | 姜理敬之未婚夫，金俊豪之長子，金河俊同父異母的親哥哥，金荷娜之表哥。 徘徊在善與惡之間的律師，小時候親眼看見自己的母親與一名女人搶奪戒指而枉死，對母親懷有極大的思念，長大後，知道自己與河俊是同父異母的兄弟，看到理敬所遭遇的不公平對待，讓他對她起了憐憫之心，幫助理敬前往美國改頭換面，回國後，兩人計畫要展開一段復仇之旅，而再和理敬相處之後慢慢愛上理敬，在報復時害怕失去理敬，為了愛理敬保護理敬他寧可犧牲自己也不願理敬受到任何傷害，從始至終將理敬擺在心中第一位，就連受傷了第一個想到的也是理敬，把理敬當作是生命中最重要的人，不想讓任何人搶走她，對自己而言最重要的是理敬和公司，不求回報的守護理敬，希望理敬陪著他度過下半輩子。 |

### 徐家
| 演員   | 角色         | 國語配音 | 介紹 |
| 韩仁守 | 徐勇福       | 官志宏   | 徐會長、爺爺，金荷娜的爺爺，姜理敬/徐靜荷名義上之爺爺，吉妮的祖父，一開始認為善宰和理敬為了公司而欺騙，後而知道理敬遭遇過的日子，最後答應理敬用徐靜荷之身份向他們展開報復。 |
| 賈媛   | 金荷娜徐靜荷 | 王瑞芹   | 徐會長之獨生女，吉妮之親生母親，金善宰之表妹，理敬名義上妹妹，想起被金河俊傷害，因此同意理敬用自己的身份徐靜荷報復他們，並用金荷娜身份生活。                                |
| 李信愛 | 吉妮         |          | 徐會長曾孫女，金荷娜之親生女兒，姜理敬名義上之女兒。 |

### 姜家
| 演員              | 角色   | 國語配音      | 介紹 |
| 姜信日            | 姜仁哲 | 官志宏        | 沈慧順之夫，姜理敬、姜素妍養父，姜健的生父，曾殺害惠順之夫，因而嫁禍給申基泰。 年輕時為了快速升遷想逮捕殺人犯申基泰，但當申基泰的妻子出面阻止時，他誤殺了申基泰的妻子，當前輩朴聖道趕到現場與申基泰扭打之時，仁哲又誤殺了聖道；但誰會相信殺人犯的話？所以仁哲把這些罪全推到申基泰身上，心裡對申基泰過意不去所以領養了理敬想要一起生活，無意間遇到聖道的妻子惠順也帶著遺腹女素妍生活，所以兩人決定結婚一起組成家庭，但當惠順知道理敬的身分後，無法原諒仁哲，只好不停的苦虐理敬，仁哲看在眼裡無可奈何，只能對理敬感到抱歉。 |
| 鄭愛利            | 惠順   | 王瑞芹        | 姜仁哲之妻，朴城道在世妻子，姜理敬、姜素妍的养母，姜健的生母，剛出生的小孩夭折，卻偷抱姜素妍。 原本是朴聖道的妻子，因為朴聖道殉職後嫁給姜仁哲一起扶養素妍與理敬，當知道理敬是申基泰的女兒時無法接受，於是把理敬當成傭人般的使喚，甚至想把她趕出家門，但因為素妍小時候急性腎發炎需要換腎，於是惠順把理敬留了下來，為的就是哪天素妍需要換腎時，要理敬捐給她。 |
| 尹博 兒時：李泰雨 | 姜健   | 蒋铁城 冯艾玫 | 仁哲、惠順之子，理敬、素妍的養弟。 |

### 金家
| 演員   | 角色   | 國語配音 | 介紹                                                           |
| 金正學 | 金俊豪 |          | 善宰、河俊的父親。                                             |
| 楊今錫 | 鄭慧蘭 | 陶敏嫻   | 金俊豪的妻子，金河俊的母親，姜素妍的婆婆，因戒指殺害善宰母親。 |

### 申家
| 演員   | 角色   | 國語配音 | 介紹                                     |
| 基周峯 | 申基泰 | 马伯强   | 理敬，素妍的父親。                       |
| 金姬貞 | 金英熙 | 陶敏娴   | 姜理敬、姜素妍的生母，只在記憶片刻出現。 |

### 其他角色
| 演員   | 角色        | 國語配音 | 介紹                                         |
| 金成其 | 金道植      | 陈幼文   | 申泰基前小弟。最後殺申泰基，又被姜仁哲殺害。 |
| 趙載龍 | 具奉書      |          |                                              |
| 金美麗 | 美 英       | 冯艾玫   |                                              |
| 鄭怡娟 | 幼稚園教師  | 王瑞芹   |                                              |
| 金光榮 | 車賢泰      | 马伯强   | 菲黛麗的秘書                                 |
| 鄭珉城 | 陶真旭      | 李景唐   | 仁哲的下属                                   |
| 李忠九 | 吳日煥      | 何志威   | 吴议员                                       |
| 朴建洛 | 徐正八      | 蒋铁城   | 申基泰手下                                   |
| 張俊劉 | 柳 藍       | 官志宏   |                                              |
| 尹瑞贤 | 蘇大勇      | 官志宏   | 与姜素妍勾结的记者                           |
| 孟奉學 | 劉民基      |          |                                              |
| 朴奎詹 | Pidelhi理事 |          |                                              |
| 高振明 | Pidelhi理事 |          |                                              |
| 金廣仁 | Pidelhi理事 |          |                                              |
| 李信愛 | 韓 娜       |          |                                              |
| 金太永 | 尹醫師      | 官志宏   |                                              |
| 全憲太 | 警察        |          |                                              |
| 具寶石 | 朴城道      |          | 沈惠順亡夫 被姜仁哲開槍殺死                  |

## 競爭作品
- KBS《愛情啊愛情啊》、《蔘生》
- MBC《天使的選擇》、《彷彿愛過》
- SBS《因為是你才喜歡》、《你的女人》

## 音樂

### 原聲帶
| 《玻璃假面》OST | 《玻璃假面》OST   | 《玻璃假面》OST |
| 曲序            | 曲目              | 演唱            |
| --------------- | ----------------- | --------------- |
| 1.              | Cry Bye           | LoVe LeTTer     |
| 2.              | Cry Bye（Inst.）  | Various Artists |
| 3.              | 痛了又痛          | Bada            |
| 4.              | 痛了又痛（Inst.） | Various Artists |

## 歌曲（台灣緯來）
- 片頭曲1：《pinky love》

主唱：Bingirls
- 片頭曲2：《想你的距離》

主唱：戴愛玲
- 片頭曲3：《下個雨季》

主唱：庾澄庆
- 片尾曲1：《不流淚》

主唱：鄧養天
- 片尾曲2：《安慰》

主唱：鄧養天
- 片尾曲3：《怕想起妳》

主唱：劉子千

## 外部連結
- 韓國tvN
- 臺灣緯來（繁體中文）

| 韓國 tvN 晨間連續劇                          | 韓國 tvN 晨間連續劇                       | 韓國 tvN 晨間連續劇 |
| -------------------------------------------- | ----------------------------------------- | ------------------- |
|                                              | 玻璃假面 （2012年9月3日 - 2013年4月4日）  |                     |
| 黃色福壽草 （2012年2月27日 - 2012年8月30日） | 瘋狂愛情 （2013年4月8日 - 2013年9月17日） |                     |

| 臺灣 緯來戲劇台 星期一至五 20:00 - 22:00 · 7月10日起改為20:00 - 21:00 | 臺灣 緯來戲劇台 星期一至五 20:00 - 22:00 · 7月10日起改為20:00 - 21:00 | 臺灣 緯來戲劇台 星期一至五 20:00 - 22:00 · 7月10日起改為20:00 - 21:00 |
| --------------------------------------------------------------------- | --------------------------------------------------------------------- | --------------------------------------------------------------------- |
|                                                                       | 玻璃面具 （2013年5月15日 - 2013年8月7日）                             |                                                                       |
| 幸福的反擊 （2013年3月19日 - 2013年5月14日）                          | 後宮甄嬛傳 （2013年7月10日 - 2013年9月16日）                          |                                                                       |

| 新加坡 星和娱家戏剧台 每週一至週五 17:45 - 19:00 | 新加坡 星和娱家戏剧台 每週一至週五 17:45 - 19:00 | 新加坡 星和娱家戏剧台 每週一至週五 17:45 - 19:00 |
| ------------------------------------------------ | ------------------------------------------------ | ------------------------------------------------ |
|                                                  | 玻璃面具 （2014年11月20日 - 2015年2月12日） PG   |                                                  |
| 奇皇后 （2014年9月10日 - 2014年11月19日）        | 瘋狂愛情 （2015年2月13日 - 2015年4月23日）       |                                                  |

| 臺灣 中天娛樂台 星期一至五 18:00 - 20:00   | 臺灣 中天娛樂台 星期一至五 18:00 - 20:00   | 臺灣 中天娛樂台 星期一至五 18:00 - 20:00 |
| ------------------------------------------ | ------------------------------------------ | ---------------------------------------- |
|                                            | 玻璃面具 （2019年2月25日－2019年5月1日）   |                                          |
| 魔女之城 （2018年12月19日－2019年2月22日） | 歐若拉公主 （2019年5月2日－2019年7月19日） |                                          |